# Love Better Than Immortality
Love Better Than Immortality (chino simplificado: 天雷一部之春花秋月, pinyin: Tian Lei Yi Bu Zhi Chun Hua Qiu Yue), es una serie de televisión china transmitida del 5 de julio del 2019 hasta el 16 de agosto del 2019 a través de Youku.
La serie está basada en la novela "Basada en Chuan Yue Zhi Tian Lei Yi Bu" (穿越之天雷一部) de Shu Ke (蜀客).

## Sinopsis
Chun Hua es una joven que viaja al futuro y llega a un universo de fantasía donde termina experimentando el amor por primera vez. A su llegada conoce a Qiu Yue y Xiao Bai, quienes son completamente opuestos.

## Reparto

### Personajes principales[3]
| Actor             | Personaje        | Nº de episodios | Notas |
| ----------------- | ---------------- | --------------- | ----- |
| Zhao Lusi         | Chun Hua         | 40              |       |
| Li Hongyi         | Shangguan Qiuyue | 40              |       |
| Wu Junyu (吴俊余) | Xiao Bai         | -               |       |

### Personajes secundarios
| Actor                | Personaje   | Nº de episodios | Notas |
| -------------------- | ----------- | --------------- | ----- |
| Liu Yitong           | Qin Liufeng | -               |       |
| Jiang Yuan           | Feng Caicai | -               |       |
| Yao Qingren (姚清仁) | Xiao Yuan   | -               |       |
| Sheng Huizi (盛蕙子) | Leng Ning   | -               |       |

## Episodios
La serie estuvo conformada por 40 episodios, los cuales fueron emitidos todos los viernes (2 episodios) a las 8:00pm y (6 episodios) para los VIP.

## Música
| No. | Artista   | Título                                    | Notas |
| --- | --------- | ----------------------------------------- | ----- |
| 1   | Zhao Lusi | "Love Brain Young Girl" (恋爱脑少女)      | 2019  |
| 2   | Li Hongyi | "The Moment Not Completed# (未完成的瞬间) | 2019  |

## Producción
La serie también es conocida como "Spring Flower, Autumn Moon".
Está basada en la primera novela de las serie "Tian Lei" titulada "Chuan Yue Zhi Tian Lei Yi Bu" (穿越之天雷一部) escrita por Shu Ke (蜀客).
Fue dirigida por Huang Chun, quien contó con el apoyo de los escritores Hong Hai Er, Chuang Zuozu y Zhao Xuan, y en la producción estuvo a cargo de Mei Zixiao y Xie Ying.
Las filmaciones comenzaron el 27 de junio del 2018 en Hengdian World Studios.
Contó con el apoyo de la compañía de producción "Alibaba Pictures Group Limited" (阿里巴巴影業).